# Asque (Hautes-Pyrénées)
Asque ist eine französische Gemeinde mit 120 Einwohnern (Stand 1. Januar 2022) im Département Hautes-Pyrénées in der Region Okzitanien (vor 2016: Midi-Pyrénées). Sie gehört zum Arrondissement Bagnères-de-Bigorre und zum Kanton La Vallée de l’Arros et des Baïses.
Die Einwohner werden Asquois und Asquoises genannt.

## Geographie
Asque liegt circa neun Kilometer ostsüdöstlich von Bagnères-de-Bigorre in der historischen Vizegrafschaft Nébouzan.
Umgeben wird Asque von den sieben Nachbargemeinden:
| Fréchendets | Escots                                      | Bulan    |
| Banios      | Kompassrose, die auf Nachbargemeinden zeigt | Arrodets |
|             | Asté                                        | Esparros |

Asque liegt im Einzugsgebiet des Flusses Adour. Der Arros, einer seiner Nebenflüsse, markiert zu einem großen Teil die Grenze zur südöstlichen Nachbargemeinde Esparros, in dem er entspringt.
Nebenflüsse des Esqueda entspringen auf dem Gebiet der Gemeinde:
- der Ruisseau du Thou und
- der Cilh und sein Nebenfluss
  - der Ruisseau de Troy.[2]

Die Gemeinde erhielt die Auszeichnung „Zwei Blumen“, die vom Conseil national des villes et villages fleuris (CNVVF) im Rahmen des jährlichen Wettbewerbs der blumengeschmückten Städte und Ortschaften verliehen wird.

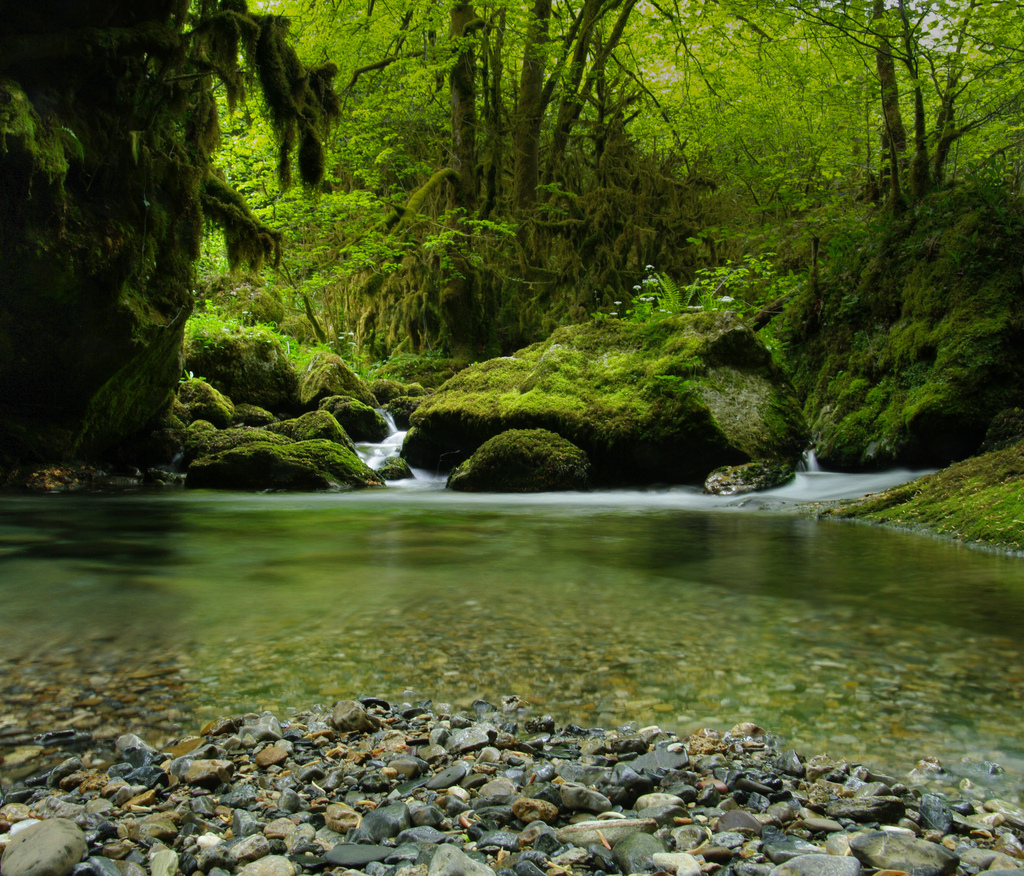
Der Arros bei Asque

## Toponymie
Der okzitanische Name der Gemeinde heißt Asca. Seine Etymologie bleibt unklar.
Toponyme und Erwähnungen von Asque waren:
- Fortanerius d’Asca (1300, Erhebung im Bigorre),
- De Asqua (1313 und 1342, Steuerliste Debita regi Navarre bzw. Kirchenregister von Tarbes),
- Asque (1429 und 1750, Zensus der Grafschaft Bigorre bzw. Karte von Cassini).[4][5]

## Einwohnerentwicklung
Nach Beginn der Aufzeichnungen stieg die Einwohnerzahl bis zur zweiten Hälfte des 19. Jahrhunderts auf einen Höchststand von rund 725. In der Folgezeit sank die Größe der Gemeinde bei kurzen Erholungsphasen bis zu den 1990er Jahren auf 100 Einwohner, bevor sie sich seit der Jahrtausendwende auf einem Niveau von rund 120 Einwohnern stabilisieren konnte.
| Jahr      | 1962 | 1968 | 1975 | 1982 | 1990 | 1999 | 2006 | 2011 | 2022 |
| --------- | ---- | ---- | ---- | ---- | ---- | ---- | ---- | ---- | ---- |
| Einwohner | 160  | 131  | 108  | 118  | 100  | 107  | 116  | 118  | 120  |

## Sehenswürdigkeiten
- Pfarrkirche Saint-Pierre. Sie hat ihren Ursprung in einen gotischen Bau aus dem 13. Jahrhundert, der zu einem großen Teil bei einem Erdbeben im Jahre 1660 zerstört wurde und von dem nur Bruchstücke überdauert haben. Eine Anordnung des Gerichts in Bagnères-de-Bigorre verordnete den Anwohnern von Asque den Weideaufbau. Aus dem 14. oder 15. Jahrhundert sind bildhauerisch ausgestaltete Friese mit verschiedenen Motiven zu sehen, vor allem menschliche Köpfe, insbesondere mit drei verschlungenen Gesichtern, und Vierfüßer.[8]

## Wirtschaft und Infrastruktur

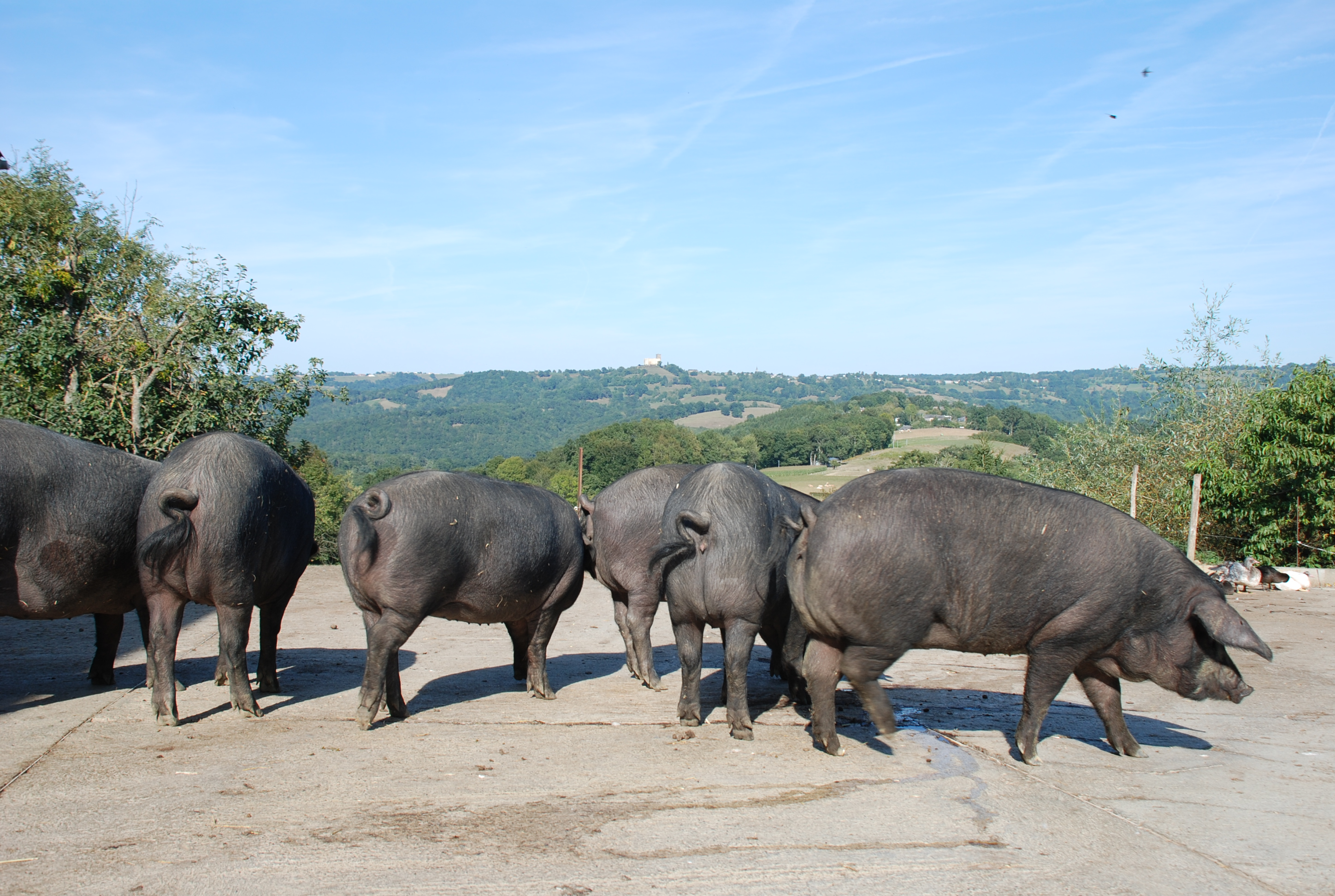
Porcs Noirs de Bigorre

Asque liegt in den Zonen AOC der Schweinerasse Porc noir de Bigorre und des Schinkens Jambon noir de Bigorre.

### Sport und Freizeit
Der regionale Fernwanderweg GR de Pays Tour des Baronnies de Bigorre führt auch durch das Zentrum von Asque.

### Verkehr
Asque ist erreichbar über die Routes départementales 26, 326 und 384.